# Idéa (nymphe)
Pour les articles homonymes, voir Idéa.
Dans la mythologie grecque, Idéa ou Idaia ou Idaea (grec ancien : Ἰδαία) est une nymphe,.
Son nom signifie « celle qui vient de l'Ida » ou « qui vit sur l'Ida ».
Épouse du dieu fleuve Scamandre, elle engendre Teucros (ou Teucer), roi des Teucriens, sur la côte d'Asie, en face de Samothrace, un des ancêtres des rois de Troie.
Elle est probablement la même nymphe qu'Ida, fille de Mélissé[réf. nécessaire].

## Source
- Pseudo-Apollodore, Bibliothèque [détail des éditions] [lire en ligne], III, 12, 1.